# Dactyloctenium pilosum
Dactyloctenium pilosum är en gräsart som beskrevs av Otto Stapf. Dactyloctenium pilosum ingår i släktet knapphirser, och familjen gräs. Inga underarter finns listade i Catalogue of Life.